# Richard Attah
Richard Attah (* 9. April 1995) ist ein ghanaischer Fußballtorhüter.

## Karriere

### Klub
Im Dezember 2019 wechselte er von den Elmina Sharks zu Hearts of Oak. Bei diesen kam er nun auch ein paar Mal in der Champions League zum Einsatz.

### Nationalmannschaft
Er hatte bislang noch keinen Einsatz für die ghanaische A-Nationalmannschaft. Zwar stand er im Kader der Mannschaft beim Afrika-Cup 2022, erhielt dort jedoch keinen Einsatz.